# Boxe aux Jeux du Commonwealth de 2018
Navigation
Édition précédente Édition suivante
Les compétitions de boxe anglaise des Jeux du Commonwealth de 2018 se sont déroulés du 5 avril au 14 avril 2018 à Gold Coast en Australie.

## Résultats

### Hommes
| Catégories                  | Or                  | Argent                 | Bronze                             |
| Poids mi-mouches (-49 kg)   | Galal Yafai         | Amit Panghal           | Thiwanka Ranasinghe Juma Miiro     |
| Poids mouches (-52 kg)      | Gaurav Solanki      | Brendan Irvine         | Reece McFadden Vidanalange Bandara |
| Poids coqs (-56 kg)         | Peter McGrail       | Kurt Walker            | Eric Basran Hussamuddin Mohammed   |
| Poids légers (-60 kg)       | Harry Garside       | Manish Kaushik         | James McGivern Michael McDonagh    |
| Poids super-légers (-64 kg) | Jonas Junias Jonas  | Thomas Blumenfeld      | Luke McCormack Jesse Lartey        |
| Poids welters (-69 kg)      | Pat McCormack       | Aidan Walsh            | Winston Hill Manoj Kumar           |
| Poids moyens (-75 kg)       | Vikas Krishan Yadav | Wilfried Ntsengue      | Steven Donnelly John Docherty      |
| Poids mi-lourds (-81 kg)    | Sammy Lee           | Ato Plodzicki-Faoagali | Clay Waterman Harley O'Reilly      |
| Poids lourds (-91 kg)       | David Nyika         | Jason Whateley         | Naman Tanwar Cheavon Clarke        |
| Poids super-lourds (+91 kg) | Frazer Clarke       | Satish Kumar           | Keddy Agnes Patrick Mailata        |

### Femmes
| Catégories                | Or             | Argent          | Bronze                                  |
| Poids mi-mouches (-48 kg) | Mary Kom       | Kristina O'Hara | Anusha Koddithuwakku Tasmyn Benny       |
| Poids mouches (-51 kg)    | Lisa Whiteside | Carly McNaul    | Taylah Robertson Christine Ongare       |
| Poids plumes (-57 kg)     | Skye Nicolson  | Michaela Walsh  | Alexis Pritchard Sabrina Aubin-Boucher  |
| Poids légers (-60 kg)     | Anja Stridsman | Paige Murney    | Troy Garton Yetunde Odunuga             |
| Poids welters (-69 kg)    | Sandy Ryan     | Rosie Eccles    | Kaye Scott Marie-Jeanne Parent          |
| Poids moyens (-81 kg)     | Lauren Price   | Caitlin Parker  | Millicent Agboegbulem Tammara Thibeault |

### Tableau des médailles
- Pays hôte (Australie)

| Rang  | Nation           | Or | Argent | Bronze | Total |
| ----- | ---------------- | -- | ------ | ------ | ----- |
| 1     | Angleterre       | 6  | 1      | 2      | 9     |
| 2     | Inde             | 3  | 3      | 3      | 9     |
| 3     | Australie        | 3  | 2      | 3      | 8     |
| 4     | Pays de Galles   | 2  | 1      | 1      | 4     |
| 5     | Nouvelle-Zélande | 1  | 0      | 4      | 5     |
| 6     | Namibie          | 1  | 0      | 0      | 1     |
| 7     | Canada           | 0  | 1      | 5      | 6     |
| 8     | Irlande du Nord  | 0  | 6      | 2      | 8     |
| 9     | Sri Lanka        | 0  | 0      | 3      | 3     |
| 10    | Nigeria          | 0  | 0      | 2      | 2     |
| 11    | Cameroun         | 0  | 1      | 0      | 1     |
| 11    | Samoa            | 0  | 1      | 0      | 1     |
| 12    | Écosse           | 0  | 0      | 2      | 2     |
| 13    | Fidji            | 0  | 0      | 1      | 1     |
| 13    | Ghana            | 0  | 0      | 1      | 1     |
| 13    | Kenya            | 0  | 0      | 1      | 1     |
| 13    | Seychelles       | 0  | 0      | 1      | 1     |
| 13    | Ouganda          | 0  | 0      | 1      | 1     |
| Total | Total            | 16 | 16     | 32     | 64    |